# Ancheta inspectorului Martin
Ancheta inspectorului Martin sau Polițistul care râde (în engleză The Laughing Policeman) este un film american thriller polițist regizat de Stuart Rosenberg după un scenariu de Thomas Rickman bazat pe un roman suedez (Den skrattande polisen; omonim în engleză) din 1968 de Maj Sjöwall și Per Wahlöö. În rolurile principale au interpretat actorii Walter Matthau, Bruce Dern și Louis Gossett.
A fost produs și distribuit de studiourile 20th Century Fox și a avut premiera la 20 decembrie 1973. Coloana sonoră a fost compusă de Charles Fox. 
Cheltuielile de producție s-au ridicat la 2,28 milioane de dolari americani și a avut încasări de 1,75 milioane de dolari americani numai din vânzări.

## Rezumat
Un autobuz plin de pasageri, inclusiv detectivul Dave Evans, este prins în ambuscadă. Toți sunt uciși cu un pistol mitralieră. Se pare că Evans îl urmărea pe un bărbat pe nume Gus Niles pentru a obține informații dacă omul de afaceri Henry Camarero care era legat de asasinarea soției sale Teresa.
Evans a fost partenerul inspectorului Jake Martin în acest caz. Niles, care a fost ucis și el în autobuz, apare ca principală țintă a atacului, deoarece pare să-l fi ajutat pe Henry Camarero să-și ascundă implicarea în uciderea soției sale.
Contrar instrucțiunilor superiorilor lor, Jake Martin și noul său partener Leo Larsen aleargă prin oraș după Camarero până când va avea loc o confruntare într-un alt autobuz.

## Distribuție
Au interpretat actorii:
- Walter Matthau - Sgt. Jake Martin (Martin Beck în roman)
- Bruce Dern - Insp. Leo Larsen (Gunvald Larsson în roman)
- Louis Gossett Jr. - Insp. James Larrimore
- Anthony Zerbe - Lt. Nat Steiner
- Albert Paulsen - Henry Camerero
- Val Avery - Insp. John Pappas
- Paul Koslo - Duane Haygood
- Cathy Lee Crosby - Kay Butler
- Joanna Cassidy - Monica
- Gregory Sierra - Ken Vickery

## Producție și primire
În ciuda faptului că a pierdut la box-office din cauza faptului că mulți cinefil au crezut că titlul filmului și rolul principal interpretat de Walter Matthau au sugerat că filmul este o comedie, The Laughing Policeman a avut multe recenzii pozitive.